# Søndersø
Søndersø is een plaats en voormalige gemeente in Denemarken, op het eiland Funen.

## Plaats
De plaats Søndersø telt 3273 inwoners (2020). Søndersø ligt aan weg 311. De kerkelijke gemeenschap van de plaats behoort tot de gelijknamige parochie.

## Voormalige gemeente
De oppervlakte bedroeg 181,36 km². De gemeente telde 11.234 inwoners waarvan 5775 mannen en 5459 vrouwen (cijfers 2005). Bij de herindeling van 2007 werd de gemeente bij Nordfyn gevoegd.

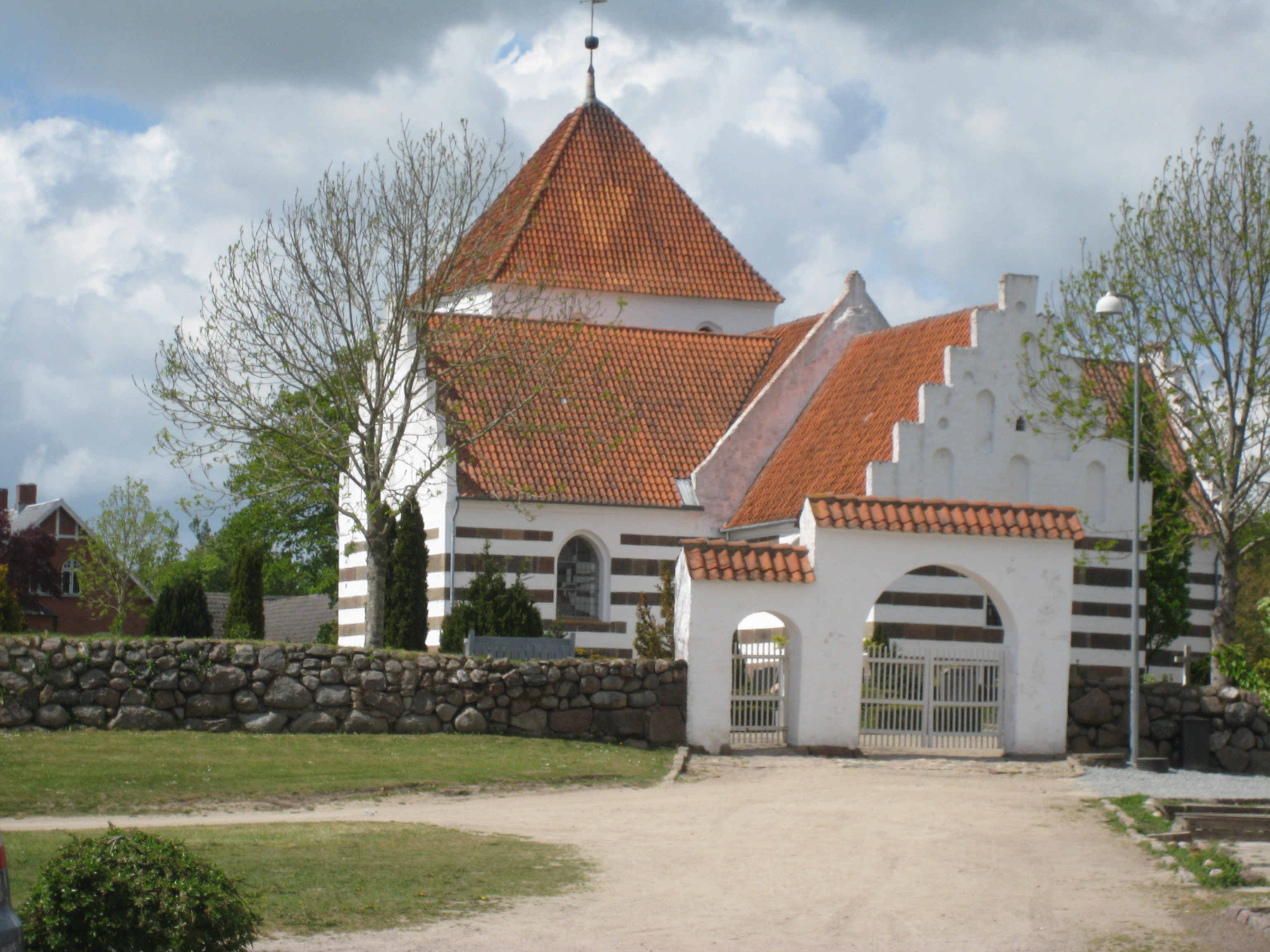
Kerk van Søndersø

- Virtual International Authority File: 305251664
- WorldCat: E39PBJmtBGK9XgDxHhdyJyBpT3